# Lijst van burgemeesters van Opperdoes
Dit is een lijst van burgemeesters van de voormalige Nederlandse gemeente Opperdoes in de provincie Noord-Holland. 

Per 1 januari 1979 werd Opperdoes samengevoegd met de gemeenten Abbekerk, Midwoud, Sijbekarspel, Twisk en het dorp Hauwert (tot dan behorend tot de gemeente Nibbixwoud) tot de nieuwe gemeente Noorder-Koggenland.
| Ambtsperiode            | Naam burgemeester                 | Leven       | Partij of stroming | Bijzonderheden                                                     |
| ----------------------- | --------------------------------- | ----------- | ------------------ | ------------------------------------------------------------------ |
| 18?? - 1835             | Jan Idema                         | 1791-1835   |                    |                                                                    |
| 1835 - 1844             | Claas Gerdenier                   | 1802 - 1870 |                    |                                                                    |
| 1844 - 1880             | Hendrikus Idema                   | 1799 - 1880 |                    |                                                                    |
| 1880 - 1883             | Gerrit Wijdenes                   | 1834 - 1883 |                    |                                                                    |
| 1883 - 1906             | Bastiaan Baggerman van Houweninge | 1839-1907   |                    | tevens burgemeester van Medemblik (1880-1906)                      |
| 1906 - 1924             | Adriaan Roggeveen                 | 1857-1939   |                    |                                                                    |
| 1924 - 1931             | Derk Brons                        | 1898-1946   |                    | later burgemeester van Uithuizermeeden                             |
| 1931 - 1940             | Jacobus de Bruijne                | 1897 - 1981 |                    |                                                                    |
| 1940 - 1966             | Jan Pierhagen                     | 1901 - 1971 | ARP                |                                                                    |
| 1966 - 1976             | Jan Willem Bol                    | 1919 - 1995 | ARP                | vanaf 1971 tevens burgemeester van Medemblik, later van Bunschoten |
| 1977 - 31 december 1978 | Cornelis (C.) Zwier               | 1927 - 2005 | CDA                | waarnemend                                                         |